# Yvonne Dröge Wendel
Yvonne Dröge Wendel (Karlsruhe, 1961) is een Nederlands installatiekunstenaar en academiedocent.

## Leven en werk
Yvonne Dröge werd geboren in Duitsland uit Nederlandse ouders. Ze studeerde Engels aan de Westfälische Wilhelms Universität Münster. Ze vervolgde haar opleiding aan de Gerrit Rietveld Academie (1987-1992). Ze was artist in residence bij Rijksakademie van beeldende kunsten in Amsterdam (1993-1994) en later bij de Delfina Studios London (2002-2003). In 2009 werd ze hoofddocent aan de Rietveld Academie. 
Relaties tussen mensen en dingen
Dröge Wendel is geïnteresseerd in de relatie tussen mensen en dingen: "De dingen hebben karakter, gevoelens, we koesteren ze, we aanbidden ze, maar hoe ze ons leven precies beïnvloeden, dat weten we eigenlijk niet." Deze interesse komt ook tot uiting in haar performances en projecten. Zo trouwde ze in 1992 met een kastje van de firma Wendel, dat van haar moeder is geweest, en ging daar ook mee op huwelijksreis. Ze noemt zich sindsdien Dröge Wendel. Twee jaar later ging ze met haar Renault op pelgrimsreis, om de auto op het Sint-Pietersplein te laten zegenen door de paus. Ze won met het project de tweede prijs van de Prix de Rome in de categorie Beeldende Kunst/Theater. Bij projecten als Black Ball (2000) en Item Store (2008) gaat het om de interactie van het publiek met de voorwerpen die Dröge Wendel aanbiedt en de relatie die daarmee tussen mensen en dingen ontstaat. Dröge Wendel doet promotieonderzoek aan de Universiteit Twente naar de relationele en performatieve mogelijkheden van dingen, met als promotor prof. Peter-Paul Verbeek.
In 2016 werd de Dr. A.H. Heinekenprijs voor kunst aan haar toegekend, de jury noemde haar werk origineel, inventief en vitaal. Dröge Wendel ontving de prijs  uit handen van Charlene de Carvalho-Heineken.

## Werk (selectie)

### Projecten
- Item Store (2008): een winkel met neutrale objecten voorzien van labels, waar bezoekers hun eigen betekenis aan konden geven door ernaar te kijken, mee te spelen of over te praten.
- Black Ball (2000): een zwarte, vilten bal met een doorsnee van 3,5 meter werd in de straten van Istanbul, Bolzano en Odense losgelaten en met hulp van het publiek voortbewogen door de steden.
- Wooden Sticks (1996): een tentoonstelling van foto's van mensen met stokken in de handen in het Witte de With Center for Contemporary Art. Alle foto's, genomen tijdens reizen, of reproducties uit boeken en tijdschriften, focusten op het punt waar mens en stok samenkwamen en de stok een verlengstuk werd van de hand.
- La Benedizione della Macchina (1994): pelgrimstocht met de autotrein naar Rome, om de auto te laten zegenen op Sint Christoffelsdag. Daarnaast een expositie en publicatie van wegkaarten.

### Publicaties
- Y. Dröge Wendel (1993) Objects make our world. Amsterdam : Rijksakademie van Beeldende Kunsten.
- Y. Dröge Wendel (1997) Wooden sticks. Breda: Artimo foundation. ISBN 9789075380095

## Prijzen
- 1994: Prix de Rome (1994, tweede prijswinnaar
- 1998: West Art of Now Award
- 1999: Mama Cash Art Award
- 2016: Dr. A.H. Heinekenprijs voor kunst